# 케빈 다운즈
케빈 다운스(Kevin Downes, 1972년 9월 21일 ~ )는 미국의 배우, 영화 감독, 각본가이다.
비세일리아에서 태어났다.

## 출연 작품
- 어쌔신 프리스트 벡맨 (2020년) - 덴 역
- 아이 캔 온리 이매진 (2018년)
- 우드론 (2015년)
- 페이스 오브 아워 파더스 (2015년)
- 어메이징 러브 (2012년)
- 용기와 구원 (2011년) - 쉐인 풀러 역
- 단델리온 더스트 (2009, Like Dandelion Dust)
- 더 리스트 (2007년)
- 쓰리 (2007년)
- 미드나잇 클리어 (2006년)
- 비지테이션 (2006년)
- 바비존스, 스트로크 오브 지니어스 (2004년)
- 타임 체인저 (2002년) - 그렉 역
- 체이서 (2000년)